# Hadena paghmana
Hadena paghmana là một loài bướm đêm trong họ Noctuidae.